# Salvia africana-lutea
Salvia africana-lutea és una espècie de planta de la família de les lamiàcies, originària de Sud-àfrica que es troba a les dunes costaneres i els turons de la costa de la província del Cap a Sud-àfrica.

## Descripció

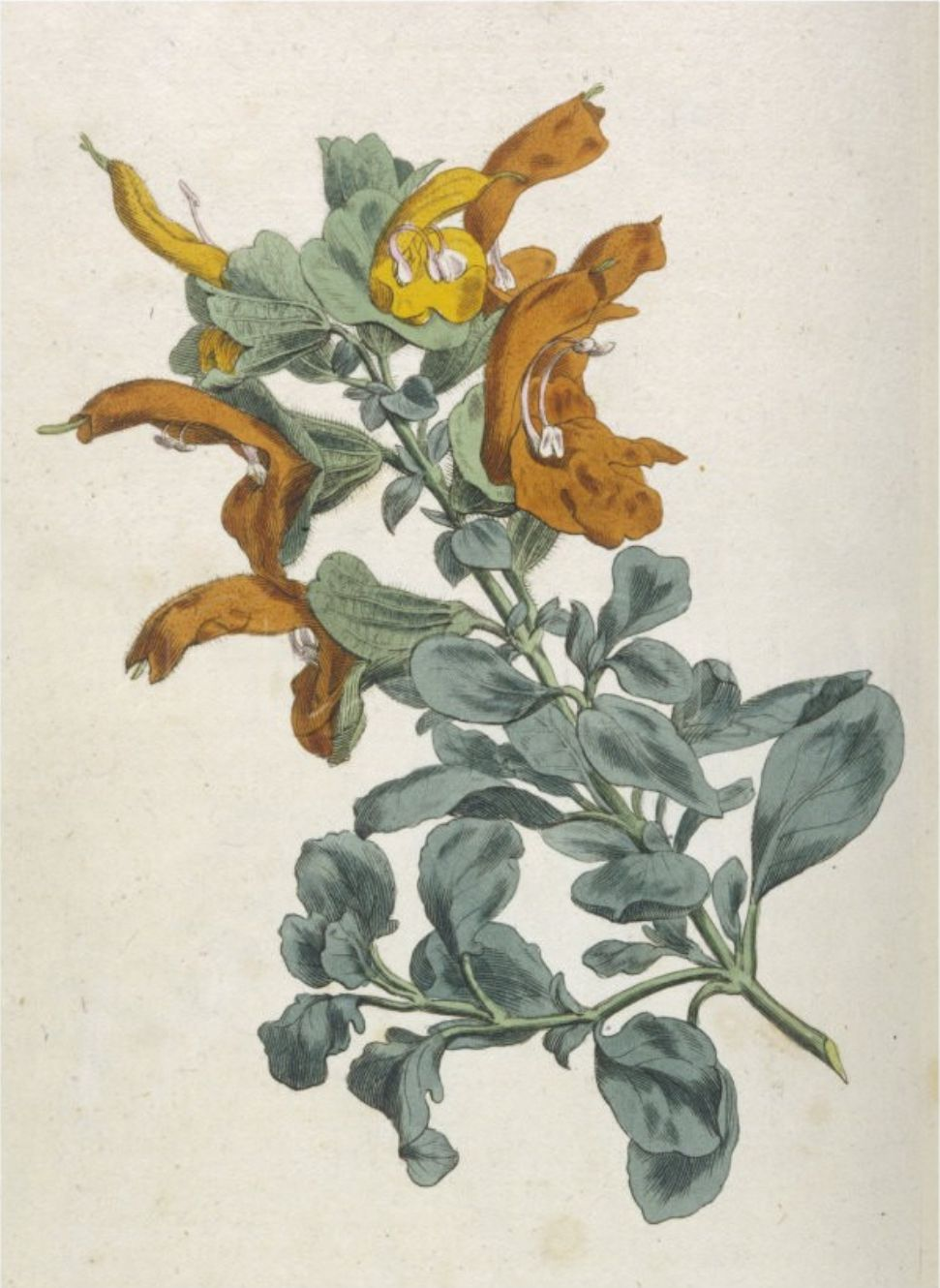
Il·lustració

És un arbust de fulla perenne que posseeix nombroses tiges llenyoses que arriben a una grandària de més d'1 m d'alçada i amplada, amb escasses fulles verd-grisenques. Les flors comencen amb un color groc brillant, convertint-se en un color rovellat, amb el calze de color fosc oxidat que persisteix molt després que comenci la fructificació.
Les flors contenen molt nèctar dolç que atrau les abelles i les arnes, i actua com un subministrament d'aliments essencials per a les aus suimangues, sobretot quan les plantes del gènere Protea no floreixen. Alguns grups de papallones utilitzen sàlvies com a plantes per a dipositar-hi les larves.

## Usos
S. africana-lutea va ser utilitzat pels primers colons europeus per tractar els refredats, la tuberculosi i bronquitis crònica. Els metges indígenes tradicionals la utilitzen per a les malalties respiratòries, la grip, problemes ginecològics, febres, mals de cap i trastorns digestius.

## Taxonomia
Salvia africana-lutea va ser descrita per Linné i publicada a Species Plantarum 1: 26, l'any 1753.

### Etimologia
- Salvia: nom de la "sàlvia" que procedeix del llatí salvus, que significa "salut" o salveo que significa "curar", fent al·lusió a les virtuts medicinals de les plantes d'aquest gènere.
- africana-lutea: epítet geogràfic llatí que significa "africana de color groc-taronja".[5]

### Sinonímia
- Crolocos aurea (L.) Raf.
- Salvia aurea L.
- Salvia colorata L.
- Salvia eckloniana Benth.
- Salvia lutea L.[6]